# Milledgeville (Tennessee)
Milledgeville is een plaats (town) in de Amerikaanse staat Tennessee, en valt bestuurlijk gezien onder Chester County en Hardin County en McNairy County.

## Demografie
Bij de volkstelling in 2000 werd het aantal inwoners vastgesteld op 287.
In 2006 is het aantal inwoners door het United States Census Bureau geschat op 294, een stijging van 7 (2,4%).

## Geografie
Volgens het United States Census Bureau beslaat de plaats een oppervlakte van
4,2 km², geheel bestaande uit land. Milledgeville ligt op ongeveer 128 m boven zeeniveau.

## Plaatsen in de nabije omgeving
De onderstaande figuur toont nabijgelegen plaatsen in een straal van 20 km rond Milledgeville.